# Carlo Lizzani

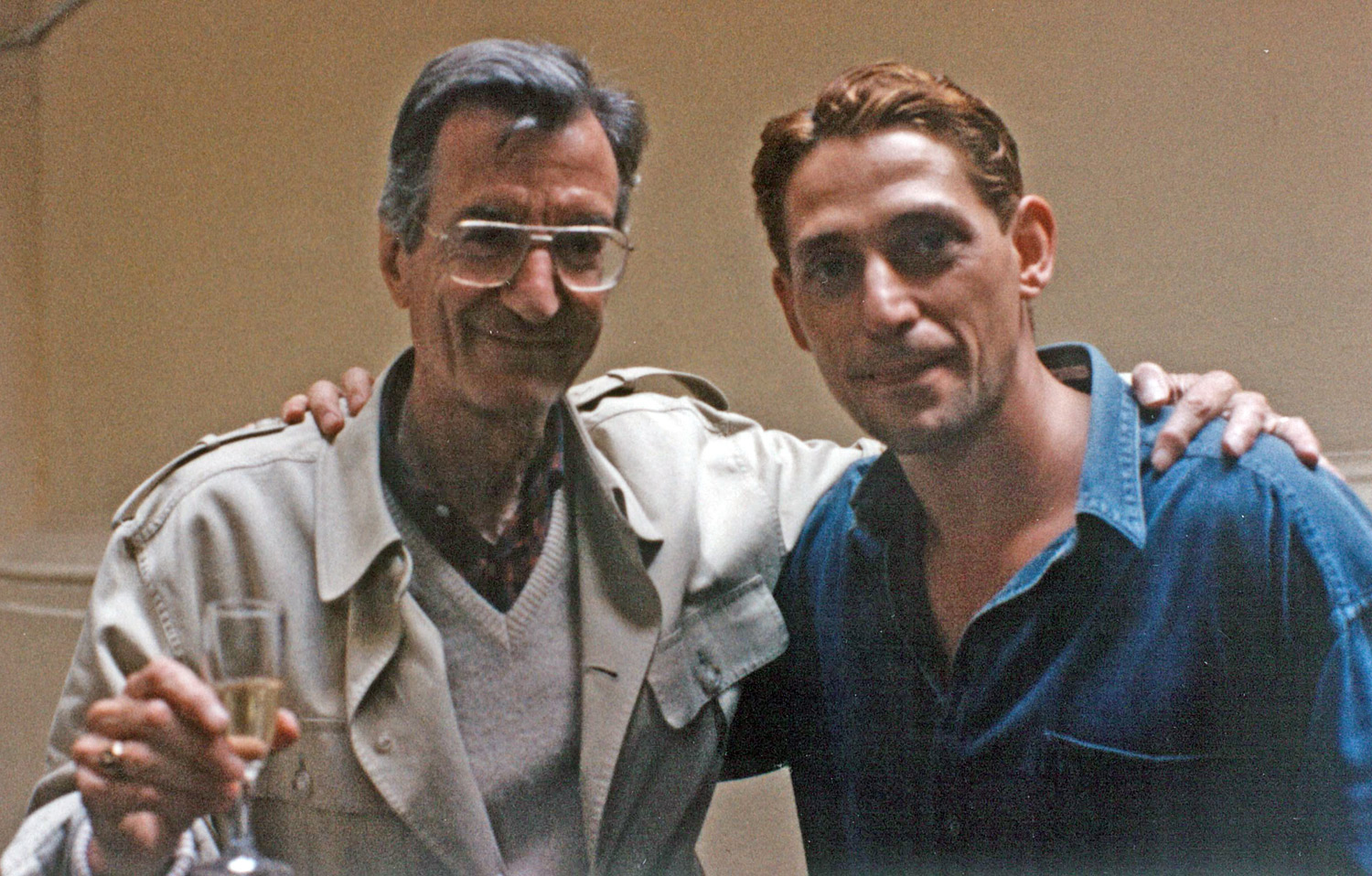
Carlo Lizzani (links) mit Steve Scott am Set von Celluloid (1996)

Carlo Lizzani (* 3. April 1922 in Rom; † 5. Oktober 2013 ebenda) war ein italienischer Filmregisseur, Drehbuchautor und Schauspieler.

## Leben
Lizzani begann als Filmkritiker für Periodika wie „Cinema“ und „Bianco e Nero“ und war als Essayist und Autor tätig. 1946 begann mit dem Drehbuch und einer Rolle in Il sole sorge ancora seine aktive Arbeit an Filmen, die in den kommenden Jahren mit dokumentarischen Werken ihre Fortsetzung fand. Bei Deutschland im Jahre Null von Roberto Rossellini, Die Mühle am Po (Il mulino del Po) von Alberto Lattuada (beide 1948) oder auch Bitterer Reis (1950) von Giuseppe De Santis, für welchen er auch eine Nominierung für den Oscar für die beste Originalgeschichte erhielt, waren erfolgreiche Drehbücher aus seiner Feder.
Sein erster Film als Regisseur war das Kriegsdrama Achtung! Banditi! (1951). Er drehte anschließend Filme unterschiedlicher Genres, hauptsächlich jedoch Kriminalfilme, fast alle erfolgreich und mit bemerkenswerten erzählerischen Mitteln gestaltet und je aktuelle Themen der italienischen Gesellschaft oder Geschichte aufnehmend – Kriminalität, organisierte Banden, Jugendgewalt, Prostitution, Terrorismus.
In den 1980er Jahren arbeitete er viel für das italienische Fernsehen; 1994 war er Jurymitglied bei den Internationalen Filmfestspielen Berlin.
Sein Film Celluloide wurde als herausragendes Spätwerk bezeichnet. Es handelt von der Erklärung Roms zur Offenen Stadt. 1999 realisierte er eine Dokumentation über das Leben und Werk des Regisseurs Luchino Visconti.
Am 5. Oktober 2013 tötete er sich durch einen Sturz aus seiner Wohnung im Zentrum Roms selbst.

## Auszeichnungen
- Verdienstorden der Italienischen Republik, 1996: Großoffizier, 2002: Großkreuz des Verdienstordens der Italienischen Republik.

## Filmografie

### Regie
- 1951: Achtung, Banditi! (Achtung! Banditi!)
- 1952: Am Rande einer Großstadt (Ai margini della metropoli)
- 1953: Liebe in der Stadt (L'amore in città)
- 1954: Chronik armer Liebesleute (Cronache di poveri amanti)
- 1955: Lo svitato
- 1958: Hinter der großen Mauer (La muraglia cinese) (Dokumentarfilm)
- 1959: Esterina
- 1960: Der Bucklige von Rom (Il gobbo)
- 1961: Der berittene Karabiniere (Il carabiniere a cavallo)
- 1961: L'oro di Roma
- 1963: Il processo di Verona
- 1964: Amori pericolosi (Segment: La ronda)
- 1964: Das saure Leben (La vita agra)
- 1965: La celestina P… R…
- 1965: Thrilling (Segment: L'autostrada del sole)
- 1965: Spione unter sich (The Dirty Game) (Ko-Regie)
- 1966: Eine Flut von Dollars (Un fiume di dollari)
- 1966: Feuertanz (Svegliati e uccidi)
- 1966: Mögen sie in Frieden ruh’n (Requiescant)
- 1968: Die Banditen von Mailand (Banditi a Milano)
- 1969: Liebe und Zorn (Amore e rabbia)
- 1969: Der blauäugige Bandit (Barbagia (La società del malessere))
- 1971: Roma Bene – Liebe und Sex in Rom (Roma bene)
- 1972: Der Sizilianer (Torino nera)
- 1974: Testament in Blei (Crazy Joe)
- 1974: Mussolini – Die letzten Tage (Mussolini ultimo atto)
- 1975: Straßenmädchen-Report (Storie di vita e malavita)
- 1977: Kleinhoff Hotel
- 1980: Fontamara
- 1983: Der gelbe Teppich (La casa del tappeto giallo)
- 1985: Mamma Ebe
- 1986: Die Insel (Un'isola) (Fernsehfilm)
- 1987: Tod eines Psychopathen (Série noire: Cause à l'autre) (Fernsehreihe, eine Folge)
- 1988: Caro Gorbaciov
- 1991: Hoffnungslose Liebe (Cattiva)
- 1993: Zeit der Angst (Il caso Dozier) (Fernsehfilm)
- 1996: Celluloid (Celluloide)
- 1999: Luchino Visconti (Dokumentarfilm)
- 2003: Operazione Appia Antica
- 2005: La passione di Angela
- 2007: Hotel Meina

### Drehbuch (Auswahl)
- 1949: Bitterer Reis (Riso amaro)
- 1962: Die verlorene Legion (Orazie e curiazi)
- 1986: The Devils of Monza (La monaca di Monza)

### Schauspieler (Auswahl)
- 2002: Ein Leben für den Frieden – Papst Johannes XXIII. (Papa Giovanni – Ioannes XXIII)